# The Tenants (Film)
The Tenants ist ein aus dem Jahr 2005 stammendes Filmdrama mit den Schauspielern Snoop Dogg und Dylan McDermott. Der Film basiert auf dem gleichnamigen Roman von Bernard Malamud.

## Handlung
Die Geschichte handelt in Brooklyn im Jahre 1972. Harry Lesser ist ein jüdischer Romanautor, welcher in einem zum Abriss bestimmten Haus wohnt. Irving Levenspiel, sein Vermieter, versucht deswegen immer wieder Lesser zu bestechen, um ihm zum Umzug zu bewegen. Lesser jedoch möchte seine gewohnte Umgebung nicht verlassen. Der Grund hierfür ist, dass er sein Buch noch fertigstellen möchte. Überraschenderweise zieht der afroamerikanische Willie Spearmint illegal in eine der leeren Wohnungen ein. Es stellt sich heraus, dass Willie ebenfalls Autor ist. Auf der Suche nach Ruhe, um an seinem Werk arbeiten zu können, zog er hierher. Es entsteht eine konfliktreiche Beziehung zwischen dem jüdisch Liberalen und dem schwarzen Radikalen. Sie feiern, verbringen Abende miteinander und sprechen vor allem auch über ihre Arbeit und Werke. Willie wird zu einer Art ‚Schüler‘ für Lesser. Auf Spearmint’s Wunsch nach Kritik, bekommt Lesser die Möglichkeit dessen Buch zu lesen. Das Buch ist eine Art ‚Autobiografie‘ und widmet sich der Befreiung seines Volkes. Lesser ist von dem Buch nicht vollkommen überzeugt, kritisiert als erfahrener Buchautor insbesondere die Form. Wütend verlässt Willie die Wohnung und ist für einige Tage nicht mehr anzutreffen. Nach einer Weile treffen sich die beiden Männer wieder. Willie, der sich nun mit seinem Bürgernamen Bill Spear vorstellt, teilt Lesser mit, dass er seine Bücher gelesen hat. Das erste hat ihm sehr gefallen und so möchte Willie ein gemeinsames Werk mit Lesser schaffen, was auf die Verneinung von Lesser allerdings nicht zustande kommt. Kurz darauf meldet sich erneut der Vermieter. Er hat herausgefunden, dass jemand illegal in eine Wohnung eingezogen ist. Er informiert die Polizei darüber und zerstört alle Möbel aus der Wohnung von Willie. Dieser lässt sich allerdings nicht unterkriegen und richtet sich wieder ein.
So wie an einem Partyabend trifft Lesser die weiße Freundin von Willie, Irene, in einer Kunstgalerie. Sie beginnen eine Affäre und planen mit dem Abschluss des Buches von Lesser, New York zu verlassen und zu heiraten. Nachdem Lesser die Liebe zu Irene Willie gestanden hat, prügeln sie sich. Willie verschwindet daraufhin wieder. Einige Tage später wurde in Lesser’s Wohnung eingebrochen, dabei das Manuskript für sein Buch gestohlen. Lesser beschließt sein Buch erneut zu schreiben. Für dieses Vorhaben plant er etwa 6 Monate ein. Nach einem Monat beschließt Irene alleine nach San Francisco zu ziehen, da sie nicht mehr länger warten möchte. Trauer und Wut durchfahren Lesser. Willie ist eines Tages wieder in seiner Wohnung zu sehen. In dem Moment, als Willie das Zimmer verlässt, zerstört Lesser die Schreibmaschine des Afroamerikaner. Es entsteht eine gegenseitige Jagd in dem Mietshaus. Als Lesser Willie eine Axt in den Bauch schlägt, fliegt dieser schmerzvoll auf den Rücken und schießt mit einem Revolver auf Lesser. Beide sterben schlussendlich noch im Gang des Miethauses.

## Kritik
„Nach seinen erfolgreichen Karrieren als Rapper und Pornoproduzent, prägnanten Nebenrollen im Komödienfach (‚Starsky und Hutch‘) und zwei Ausflügen ins Horror-Genre (‚Bones‘), liefert Snoop Dogg mit Danny Greens 70er-Jahre-Drama ‚The Tenants‘, einer Verfilmung des gleichnamigen Romans von Bernard Malamud, nun seinen ersten Stehversuch im ernsthaften Schauspielfach ab. Und genau wie bei all seinen Beschäftigungen zuvor stiehlt er als supercooler Motherfucker auch hier allen anderen Beteiligten die Show – was sich im Endeffekt zugleich als eine der größten Stärken, aber auch die einzige nennenswerte Schwäche des Films herausstellt.“